# Louppy-sur-Loison
Louppy-sur-Loison – miejscowość i gmina we Francji, w regionie Grand Est, w departamencie Moza.
Według danych na rok 1990 gminę zamieszkiwało 113 osób, a gęstość zaludnienia wynosiła 8 osób/km² (wśród 2335 gmin Lotaryngii Louppy-sur-Loison plasuje się na 932. miejscu pod względem liczby ludności, natomiast pod względem powierzchni na miejscu 374.).